# Excitebots: Trick Racing
Excitebots: Trick Racing est un jeu vidéo de course édité par Nintendo et co-développé par Monster Games et Nintendo SPD. Il est sorti en 2009 sur Wii.